# Shahrak-e Serīās
Shahrak-e Serīās (persiska: شهرک سرياس) är en ort i Iran.   Den ligger i provinsen Kermanshah, i den nordvästra delen av landet, 500 km väster om huvudstaden Teheran. Shahrak-e Serīās ligger 1 812 meter över havet och antalet invånare är 765.
Terrängen runt Shahrak-e Serīās är kuperad västerut, men österut är den bergig. Runt Shahrak-e Serīās är det ganska glesbefolkat, med 34 invånare per kvadratkilometer. Närmaste större samhälle är Pāveh, 9,7 km nordväst om Shahrak-e Serīās. Trakten runt Shahrak-e Serīās består i huvudsak av gräsmarker.